# 明月山 (江西)
明月山位于中国江西省宜春市袁州区与吉安市安福县交界处，面积136平方公里，属武功山支脉，主要由太平山、玉京山、老山、仰山等十几座海拔千米以上的山峰组成，主峰太平山，海拔1735.6米，因整个山势呈半圆形，恰半圆明月，故称明月山。
明月山旅游区于2015年10月被评为国家5A级风景区。

## 主要景点
- 云谷飞瀑
- 乌云崖
- 瑞庆塔
- 天然石景群
- 仰山墓塔群
- 普月塔
- 天然植物园

## 小火车
线路起点位于明月山顶月亮湖接待服务区游客中心南719米，线路终点离半升米冲营地1436米，线路全长约3.95公里。分为嫦娥号和奔月号两种。

## 链接
1. ↑  . 明月山. （原始内容存档于2020-07-10）.
2. ↑  江西宜春明月山旅游区成5A级旅游景区[]
3. ↑  . 环球网. （原始内容存档于2020-07-11）.